# Kieng Samorn
Kieng Samorn (ur. 4 marca 1983) – kambodżański lekkoatleta, średniodystansowiec, olimpijczyk z Londynu.
Bez powodzenia startował w halowych mistrzostwach świata w Stambule (2012). Zawodnik reprezentował swój kraj na igrzyskach w Londynie, w biegu eliminacyjnym na 800 metrów mężczyzn, uzyskał czas 1:55,26, jednak odpadł z rywalizacji.

## Rekordy życiowe
| Dystans                   | Wynik (s) | Miejsce   | Data              | Uwagi           |
| ------------------------- | --------- | --------- | ----------------- | --------------- |
| bieg na 800 metrów        | 1:53,17   | Palembang | 15 listopada 2011 | rekord Kambodży |
| bieg na 800 metrów (hala) | 1:59,14   | Stambuł   | 9 marca 2012      |                 |